# 49 (tal)
49 (fyrtionio) är det naturliga talet som följer 48 och som följs av 50. 

## Inom matematiken
- 49 är ett udda tal.
- 49 är ett semiprimtal
- 49 är det sjunde kvadrattalet
- 49 är ett centrerat oktogontal
- 49 är ett Prothtal
- 49 är ett glatt tal
- 49 är ett lyckotal
- 49 är ett aritmetiskt tal
- 49 är ett Wolstenholmetal.
- 49 är ett palindromtal i det senära talsystemet.
- 49 utgör tillsammans med 50 ett Ruth-Aaronpar

## Inom vetenskapen
- Indium, atomnummer 49
- 49 Pales, en asteroid
- Messier 49, elliptisk galax i Jungfrun, Messiers katalog